# Macroderma gigas
Macroderma gigas — вид рукокрилих родини Несправжні вампіри.

## Середовище проживання
Країни поширення: Австралія (Північна Територія, Квінсленд, Західна Австралія). Хоча зустрічається в областях тропічних лісів, Macroderma gigas в основному живе в посушливій зоні поблизу оголення гірських порід і лаштує сідала в печерах, шахтах, ущелинах скель. Вид також зустрічається по всій тропічній савані, в савановому лісі і в мангрових заростях. 

## Морфологія
Морфометрія. Голова і тіло довжиною 100—140 мм, видимого хвоста нема, передпліччя: 105—115 мм, розмах крил 600 мм, вага: 130—170, максимум 216 гр.
Опис. Волосся на спині зазвичай біле з блідими сірувато-коричневими кінчиками, що створює попелясто-сірий ефект. Голова, вуха, ніс, мембрани й низ тіла білуваті. Деякі зразки з Квінсленду були глибоко сірувато-коричневі зверху й свинцеві знизу.

## Поведінка
Селиться поодинці або малими групами. Як правило, живиться в межах 1-2 км від місця спочинку. Більшість здобичі є великі безхребетні, такі як жуки, але він також споживає дрібних хребетних, включаючи інших рукокрилих, птахів, ящірок і змій. Macroderma gigas переміщається між кількома печерами сезонно або згідно з погодними умовами. Таким чином, він вимагає ряд печер. Утворює материнські колонії, в основному в шахтах. 

## Загрози та охорона
Цей вид дуже чутливий до порушень його місць спочинку. Більшість відомих колоній знаходиться в природоохоронних районах.

## Систематика
До роду Macroderma окрім єдиного сучасного виду, також належать викопні:
- Macroderma godthelpi — міоцен Австралії
- Macroderma handae — пліоцен або ранній плейстоцен Австралії
- Macroderma koppa — пліоцен Австралії
- Macroderma malugara — міоцен Австралії